# 最終幻想 紛爭
《最終幻想 紛爭》（又译作）是Square Enix於2008年推出的最終幻想系列作品之一，應列屬於外傳類型，對應主機為PlayStation Portable，稍後又推出了續作《最終幻想 紛爭012》。有別於最終幻想系列，是以角色扮演為主題，本作是以動作格鬥對戰為主的方式來進行遊戲。再加上歷代FF人代表人物在本作中出現，並與其宿敵戰鬥，使本作在玩家中有相當高的支持率。

## 遊戲系統

### 進行方式
- 一開始每位角色（僅秩序陣營）都有自己的故事關卡，每個皆有五關且難度都不同，而混沌陣營人物則需以遊戲中的項目購買來取得（為PP），但無自己的獨立關卡。在將十位秩序陣營角色關卡全數破關完時，就會出現難度較高的「魔王關卡」，魔王關卡共有四個且也皆有五小關，除了最高難度的魔王關卡只有兩關，而魔王則為卡歐斯，需要擊敗他三次才可獲得勝利。

- 遊戲角色是採棋盤移動的方式進行，棋盤上有敵人、寶箱、藥等項目，只要將目標「混沌烙印」或目標對手擊敗本關就算完成了，某些情況下還會和同陣營的同伴交手。此外某些寶物（如召喚石）會被特殊的印記擋住，是需完成特別條件才能得到。

| 序章（教程）         | 序章（教程） | 序章（教程） | 序章（教程） |
| -------------------- | ------------ | ------------ | ------------ |
| FF                   |              |              |              |
| 冒險故事（各別關卡） |              |              |              |
| 原作                 | 故事         | 原作         | 故事         |
| FF                   |              | VI           |              |
| II                   |              | VII          |              |
| III                  |              | VIII         |              |
| IV                   |              | IX           |              |
| V                    |              | X            |              |
| 共通關卡             |              |              |              |
| -                    | 1. 2. 3. 4.  | 1. 2. 3. 4.  | 1. 2. 3. 4.  |
| 完成後出現關卡       |              |              |              |
| 隱藏關卡             |              |              |              |
| 原作                 | 故事         | 原作         | 故事         |
| XI                   |              | XII          |              |
| 最高難度卡歐斯       |              |              |              |
| -                    |              |              |              |

### 操作
- 本作是採用動作遊戲的控制系統，與敵人採取一對一的決鬥。玩家可以透過角色戰鬥來獲得經驗值並升級，升級之後該角色可以獲得相當程度的強化能力，但是玩家必須將該能力裝備在身上，才能發揮技能應有的價值。

- 攻擊模式分為「勇氣攻擊」（對應按鈕為圈）以及「生命攻擊」（對應按鈕為方塊）。勇氣攻擊會削弱敵方的勇氣值，並轉而強化自身的勇氣值。當敵方的勇氣值被消耗至0以下的時候，會出現「Break」現象，並讓角色取得額外的「場景勇氣值」。而生命攻擊則是可以利用勇氣值，對敵方造成與勇氣值相等或更高的傷害，當生命攻擊將敵人的生命削減至0的時候，戰鬥便勝利了。

- 不論是勇氣攻擊還是生命攻擊只要成功攻擊到對手，對手身上都會掉出能量光點，去吸收這些能量光點後便可提升自己的極限技能量，在全滿的狀態下按出「R+方塊」便能讓自身轉變為極限技狀態，在這段有限的期間玩家依使用角色的不同便會提升不同的能力，且在使用生命攻擊擊中對手時在按一次方塊便能使出絕招。此外使出絕招時輸入特定指令（每位角色的指令不盡相同）則可讓攻擊有不同效果或威力。

### 裝備
- 本作中也可以使用裝備系統，玩家可以裝備各式各樣的裝備，來達到提升角色能力的作用。但是每一個角色可以使用的裝備有所不同，當要轉戰其他角色的時候，需要額外再準備另外一套裝備，或是解除該角色對裝備需求的限制。另外，角色可以裝備屬於自己的「專用武器」，但是專用武器其他人並不能使用，如克勞德的芬里爾、史克爾的獅子之心。

- 除了裝備以外，玩家還可以另外裝備「裝飾品」，來提升能力。裝飾品可以分為倍率（增加角色裝備技能與物品的倍率）、屬性（增加角色能力值）、素材（製作特殊物品與裝備）、獨立（不受倍率影響，直接增加能力）等，可以依照不同的需求調換。

## 故事大綱
掌握調和之力的女神：「Cosmos」，以及與她敵對的混沌之神：「Chaos」紛爭不止，混沌之神想要毀滅這個世界，而調和之神則是帶來了秩序。祂們從不同的世界，召喚《最終幻想》系列的英雄以及反派們，展開了數次的戰爭。然而，英雄與反派們，都擁有各自的想法，有些人想要結束戰爭，有些人則是調查真相，有些人則是純粹的想要享受戰鬥。最後，他們發現，這個世界上有比神更強大的存在，而且他們也不是第一次被召喚了...

## 登場人物

### 可操作角色

#### 最终幻想
- 光之戰士
- 加蘭德

#### 最终幻想II
- 弗利歐尼爾
- 皇帝

#### 最终幻想III
- 洋蔥劍士
- 黑暗之雲

#### 最终幻想IV
- 賽希爾·哈威
- 戈爾貝札

#### 最终幻想V
- 巴茲·克勞薩
- 艾克斯德斯

#### 最终幻想VI
- 蒂娜·布蘭佛德
- 凱夫卡

#### 最终幻想VII
- 克劳德·史特莱夫
- 賽菲羅斯

#### 最终幻想VIII
- 史克爾·雷翁哈特
- 阿爾緹米西亞

#### 最终幻想IX
- 吉坦·特萊巴魯
- 庫加

#### 最终幻想X
- 提達
- 傑克特

### 非操作角色

#### 最终幻想XI
- 夏托托

#### 最终幻想XII
- 加布拉斯

#### 神
- 柯絲摩思
- 卡歐斯

## 歷代場地
場地原本並無特別能力，但在真效果的場地開放後其場地就會有特殊效果。
過去的混沌神殿
來自「FF」。一座如遺跡般的神殿，戰鬥場地有上下兩層。在真效果的過去之混沌神殿具有緩慢地減少勇氣值的效果，自己和對手皆有。
大混亂城
來自「FFII」。牆壁佈滿紅色網格的城堡內。在真效果的大混亂城地面有三種變化，第一種為普通型態，第二種為陷阱型態，會從地面冒出尖刺，第三種則為陷阱型態出現時的安全立足點。
闇之世界
來自「FFIII」。立著多根高柱的黑暗空間。在真效果的闇之世界會在自己極速向對手逼近時場地會變化為只有建築物的空間，若是向對手緩慢前進則會變成只有許多漂浮平面的空間。
月之溪谷
來自「FFIV」。為在夜晚中的荒地，有許多石柱。在真效果的月之溪谷其大石巨柱會變得易碎。
次元城
來自「FFV」。為數座漂浮於空中的城堡。在真效果的次元城會不定時的改變地形構造。
瓦礫之塔
來自「FFVI」。一座魔法塔內部會有許多玻璃罐。在真效果的瓦礫之塔會從其管口中噴出蒸汽攻擊。
星之體內
來自「FFVII」。佈滿魔晄和漂浮岩塊的空間。在真效果的星之體內結構變得繁複且會浮動。
阿爾緹米西亞城
來自「FFVIII」。為中央有螺旋狀步道和齒輪的塔內。在真效果的阿爾緹米西亞城畫面會不定時模糊，且還會使捧到就有傷害的齒輪轉動。
水晶世界
來自「FFIX」。有著許多柱子和平台的場地。在真效果的水晶世界場地結構會不斷改變，且就算被破壞也會復原。
最終的夢想
來自「FFX」。有著巨劍平台和熔岩的場地。在真效果的最終的夢想會使攻擊者的勇氣值提高。
秩序之聖域
來自「DFF」。只有些許兵器和柯絲摩思的座椅的場地。在真效果的秩序之聖域會使場景勇氣值的數值會成自己的勇氣值。
混沌之後果
來自「DFF」。卡歐斯的特有場地，為有著一張王座的高臺，空間狹窄。在真效果的混沌之後果Break的場景勇氣值不安定的變化。

## 書籍
最終幻想：紛爭 Ultimaniaα
2008年12月4日発売。（ISBN 978-4-7575-2466-8）
遊戲發售的最先出版的AB版（大型大小）的基礎知識本。編集Studio BentStuff、出版Square Enix公司。
最終幻想：紛爭 Destiny Hero's Guide
2008年12月18日発売。（ISBN 978-4-08-779489-2）
遊戲同時發售のVジャンプブックス的基礎攻略本。
最終幻想：紛爭 明信片書
2008年12月18日発売。（ISBN 978-4-7575-2463-7）
明信片收集本。天野喜孝や野村哲也のキャラクターイラストなどを収録。
最終幻想：紛爭 Ultimania
2009年1月29日発売。（ISBN 978-4-7575-2488-0）
遊戲發售的一個月後以後所發售的完全攻略本。編集Studio BentStuff、出版Square Enix公司。
鋼琴獨奏 中・上級 最終幻想：紛爭（樂譜）
2009年4月24日發售。（ISBN 978-4-636-84471-9）
鋼琴用的公式樂譜集。ヤマハミュージックメディア所發售。全18曲收錄、樂譜の他にカラーページ付きで56ページ。

## 來源
1. ↑  『スタジオベントスタッフ』2008年11月20日「DFF Ultimaniaα」大判サイズで12月4日に発売！ 的存檔，存档日期2008-12-17.（最終更新確認：2008年11月22日）
2. ↑  『Vジャンプ WEB』2008年12月1日Vジャンプブックス　Square Enix公司公式攻略本 （页面存档备份，存于）（最終更新確認：2008年12月14日）
3. ↑  『SQUARE ENIX GAME BOOKS ONLINE』2008年12月1日ディシディア ファイナルファンタジー ポストカードブック 的存檔，存档日期2009-06-03.（最終更新確認：2008年12月14日）
4. ↑  『スタジオベントスタッフ』2009年01月22日「最終幻想：紛爭 Ultimania」充實の704ページで1月29日に発売！ 的存檔，存档日期2012-01-21.（最終更新確認：2009年1月24日）
5. ↑  『ヤマハミュージックメディア』商品詳細：ピアノソロ DISSIDIA FINAL FANTASY （页面存档备份，存于）（最終更新確認：2009年6月20日）

## 外部連結
- DISSIDIA FINAL FANTASY （页面存档备份，存于） - 官方網站
- DISSIDIA FINAL FANTASY UNIVERSAL TUNING （页面存档备份，存于） - 官方網站
- SquareEnix Dissidia （页面存档备份，存于） - 北美官方網站